# Pilosocereus fulvilanatus

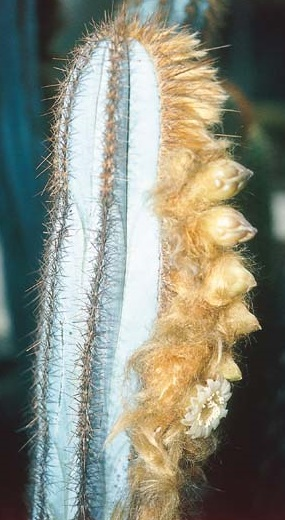
Pilosocereus fulvilanatus subsp. rosae

Pilosocereus fulvilanatus ist eine Pflanzenart in der Gattung Pilosocereus aus der Familie der Kakteengewächse (Cactaceae). Das Artepitheton fulvilanatus bedeutet ‚rotgelb-, orangefilzig‘.

## Beschreibung
Pilosocereus fulvilanatus wächst strauchig oder baumförmig, verzweigt oberhalb der Basis und erreicht Wuchshöhen von 2 bis 4 Metern. Die aufrechten, graugrünen Triebe besitzen in der Nähe der Spitze eine auffällige Wachsbedeckung und weisen Durchmesser von 5 bis 12 Zentimetern auf. Es sind 4 bis 8 Rippen vorhanden. Die undurchsichtigen, an der Basis verdickten Dornen sind gelbbraun bis schwarz. Die 1 bis 7 Mitteldornen sind 1 bis 3 Zentimeter lang. Die aufsteigenden 8 bis 10 Randdornen liegen an der Oberfläche der Triebe an und sind 8 bis 15 Millimeter lang. Der blühfähige Teil der Triebe ist sehr deutlich ausgeprägt. Er befindet sich in der Nähe der Triebspitze sowie darunter und erstreckt sich über eine bis mehrerer Rippen. Aus den Areolen dort entspringen viele 2 bis 4 Zentimeter lange, goldbraune Haare.
Die trichterförmigen Blüten sind 3,6 bis 6 Zentimeter lang und erreichen Durchmesser von 3 bis 4 Zentimetern. Die niedergedrückt kugelförmigen Früchte weisen Durchmesser von 3,5 bis 6,5 Zentimetern auf, reißen seitlich auf und enthalten ein magentafarbenes Fruchtfleisch.

## Systematik, Verbreitung und Gefährdung
Pilosocereus fulvilanatus ist im brasilianischen Bundesstaat Minas Gerais verbreitet.
Die Erstbeschreibung als Pseudopilocereus fulvilanatus wurde 1973 von Albert Frederik Hendrik Buining und Arnold J. Brederoo (1917–1999) veröffentlicht. Friedrich Ritter stellte die Art 1979 in die Gattung Pilosocereus.
Es werden die folgenden Unterarten unterschieden:
- Pilosocereus fulvilanatus subsp. fulvilanatus
- Pilosocereus fulvilanatus subsp. rosae (P.J.Braun) Zappi

Pilosocereus fulvilanatus sowie die Unterart Pilosocereus fulvilanatus subsp. fulvilanatus wurden in der Roten Liste gefährdeter Arten der IUCN von 2002 als „Vulnerable (VU)“, d. h. gefährdet und die Unterart Pilosocereus fulvilanatus subsp. rosae als „Critically Endangered (CR)“, d. h. vom Aussterben bedroht, eingestuft. Nach der Überarbeitung der Liste 2013 wird die Art als „Near Threatened (NT)“, d. h. als gering gefährdet geführt und die beiden Unterarten aus der Liste ausgeschlossen.

## Nachweise